# Cubaris tamarensis
Cubaris tamarensis är en kräftdjursart som beskrevs av Green 1961. Cubaris tamarensis ingår i släktet Cubaris och familjen Armadillidae. Inga underarter finns listade i Catalogue of Life.